# Vladislav Přemyslovec
Vladislav Přemyslovec (1110 Vladislav u Třebíče – 1115 Brno?) byl syn brněnského údělného knížete Oldřicha. Ačkoliv zemřel v raném dětském věku a během života tak nedosáhl zásadnějšího významu, jeho postava se udržela v historické paměti především v obci Vladislav na Třebíčsku, kde dala vzniknout pověsti o narození krále Vladislava ve zdejší hospodě, čímž nepřímo zapříčinila přejmenování této obce na Vladislav.[zdroj?]

## Život a odkaz

### Narození
Ves nazývaná Brod (dnešní Vladislav) se ve 12. století rozkládala na strategickém místě u brodu přes řeku Jihlavu a místní se živili především rybolovem. V roce 1104 ji spolu se dalšími okolními obcemi darovali benediktinskému klášteru v Třebíči jeho zakladatelé, moravská knížata Oldřich Brněnský a Litolt Znojemský.
Klášter však tehdy zdaleka nebyl dostavěn a Oldřich jistě často jezdil z Brna stavbu obhlédnout. Při jedné z cest zastihly kněžnu Adlétu porodní bolesti a knížecí rodina se musela uchýlit do nejbližší vsi, tou byl právě Brod. Kněžna v noci ve zdejší hospodě zdárně porodila syna Vladislava.
Vladislav se však dospělého věku nedočkal, zemřel v pěti letech. Jeho rodiče měli další tři děti. Syn Spytihněv se taktéž nedožil dospělosti, Vratislav se později ujal po otci vlády a o dceři Naději namáme žádné další informace.

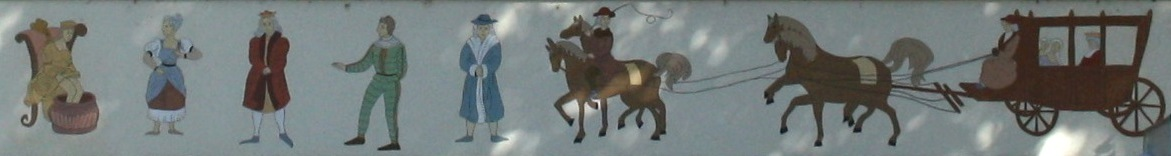
Narození Vladislava Přemyslovce, vlevo chybí vyobrazení sovy. Malba na průčelí obecního úřadu ve Vladislavi, stav z r. 2009.

### Jméno obce a pověst o narození krále
Viz také Vladislav: Historie.
Je historicky prokázané, že obec v období, kdy k popsané události došlo, nesla jméno Brod. Ve čtrnáctém století byl Brod vypálen při nájezdech Kumánů na Moravu, avšak ještě na konci tohoto století byla na jeho místě založena nová rybářská ves Vršice. Ta byla roku 1548 povýšena na městečko s právem pořádat trhy a veské soudy. Právě dle těchto patrimoniálních soudů dostalo městečko nový název Vadislav (vády slaviti – konat slavné soudy).
Název Vadislav byl nejpozději roku 1665 upraven (snad i zkomolen) na Vladislav, a to na počest českého krále Vladislava, který se měl ve vsi podle pověsti kdysi narodit.
Již František Palacký se domníval, že královo narození ve této vsi je velmi nepravděpodobné a jistě by bylo lépe zaznamenáno. Za vznikem této pověsti téměř jistě stojí právě narození kněžice Vladislava a v průběhu staletí pravděpodobně došlo ústním vyprávěním k záměně narozené osobnosti.

## Památný obraz

### Původ
Historickou událost narození kněžice (dle pověsti krále) Vladislava připomínal po staletí obraz na průčelí hospody, kde se kněžic snad narodil. Údajně měl být namalován bezprostředně po události, to však nelze ani vyvrátit, ani potvrdit. Ať už to bylo jakkoli, nelze se domnívat, že obraz, který se nachází v obci dnes, je ten stejný. Poprvé byl plně obnovován malířem z Vídně, když byla v 18. století původní dřevěná hospoda nahrazena zděnou stavbou. Vše navíc hradili majitelé třebíčského panství, stejně jako další pozdější drobné úpravy, z čehož lze odvodit, že Třebíč považovala událost za významnou a pamětihodnou.
V roce 1963 obraz kompletně zrestauroval místní lidový umělec Antonín Nováček, v této podobě obraz vydržel do roku 2005, kdy byl barokní hostinec zbourán. Obraz byl tedy přemalován na budovu obecního úřadu, avšak nevydržel zde ani 10 let, po rekonstrukci budovy a jejím zateplení nebyl obnoven. V současnosti tedy obraz v obci nenalezneme.

### Popis
Obraz má rozměry dlouhého pásu, na němž jsou postupně zobrazeny jednotlivé postavy. Zleva sedí na suchém pahýlu sova, což značí noční událost. Následují dvě komorné, mezi nimiž sedí kněžna beroucí lázeň na nohy, poté je zobrazen kníže, šašek a komorník. Druhou polovinu zabírá kočár tažený čtyřmi koňmi, který vedou dva kočí, v kočáře sedí knížecí pár s dvěma komornými. Výjev kočáru značí, že se událost odehrála na cestě.